# Професионална гимназия по икономика и мениджмънт „Йордан Захариев“, Кюстендил
Професионална гимназия по икономика и мениджмънт „Йордан Захариев“ e средно училище в гр. Кюстендил, основано през 1944 година. В него се обучават ученици от осми до дванадесети клас. Училището е с държавно финансиране. Намира се на ул. „19-и февруари“ № 28.

## История
Гимназията е открита на 1 август 1944 г., под името Държавна търговска гимназия. На 15 август 1944 г. е записан е първият ученик – Борис Кирилов Страдалски. Със заповед № 497/18.08.1944 г. е назначен първият директор на гимназията – Величко Д. Стоянов, дотогава директор на Софийското практическо търговско училище „Минерва“. На 21 декември 1944 г. е открита учебната година. Първите ученици са 156, разпределени в 4 паралелки – З мъжки и една девическа. Занятията се провеждат в сградата на Занаятчийското училище (сега Професионална гимназия по туризъм). По-късно училището провежда обучението последователно в сградите на Трета и Втора прогимназия и в сградата на Политехническата гимназия „Неофит Рилски“, а през 1949 г. училището се пренася в сградата на Института за начални учители гр. Кюстендил.
През август 1952 г. с Решение на МНП № 462 Търговската гимназия е преименувана в Стопански техникум „Димитър Благоев“, а през 1955 г. – в Икономически техникум „Димитър Благоев“. На 8 септември 1974 г. тържествено е открита новопостроената сграда на техникума на улица „19-и февруари“.
След 1989 г. техникумът е преименуван в Икономически техникум „Йордан Захариев“. Със Заповед на МОН № МФД-09-332/07.04.2003 г. Икономически техникум „Йордан Захариев“ е преименуван в Професионална гимназия по икономика и мениджмънт „Йордан Захариев“.

## Материална база
Училището притежава собствена учебна сграда, в която разполага с 28 класни стаи, 2 специализирани кабинета, спортни площадки, физкултурен салон, ученически стол, библиотека.

## Директори
- Величко Стоянов (18 август 1944 – 11 декември 1946);
- Стефан Велев, Атанас Гергинов и Ангел Въргулев (11 декември 1946 – 21 октомври 1952);
- Катерина Димитрова (21 октомври 1952 – 15 септември 1981)
- Денка Ангелова (15 септември 1981 – 1993);
- Каменка Каменова (1993 – 1 август 2006)
- Таня Динева (1 август 2006 г. – )